# Bundesverband höherer Berufe der Technik, Wirtschaft und Gestaltung
Der Bundesverband höherer Berufe der Technik, Wirtschaft und Gestaltung (ehemals Bundesverband staatlich geprüfter Techniker) ist ein Berufsverband und eingetragener Verein.
Seine Aufgabe ist nach eigenen Angaben die Vertretung aller staatlich geprüften Techniker, Betriebswirte und Gestalter und der Studierenden an diesen Fachschulen bei allen berufs- und sozialpolitischen Belangen in Deutschland und Europa. Staatlich geprüfte Techniker, Betriebswirte und Gestalter sind Berufsgruppen, deren Berufsbild durch den anhaltenden Fortschritt der Technik und der laufenden Entwicklung der Wirtschaft einem ständigen Wandel unterliegen.

## Geschichte
Der Verein wurde 1974 durch Zusammenschluss mehrerer Berufsverbände gegründet. 2005 öffnete sich der BVT für staatlich geprüfte Betriebswirte und Gestalter. Dadurch kann sich der BVT für die beruflichen und gesellschaftspolitischen Ziele aller Fachschulabsolventen in der Öffentlichkeit, Politik und Wirtschaft einsetzen.

## Struktur
Der Verein ist in 8 Landesverbände gegliedert. Regionale Ansprechpartner in den Bezirksverbänden sind in ständigem Kontakt mit den Mitgliedern und beobachten die berufs- und sozialpolitischen Entwicklungen in der jeweiligen Region. Durch die Errichtung von Bezirksverbänden im Ausland ist der BVT international tätig. Die nebenstehende Grafik zeigt die Struktur des BVT.

## Organisation
Landesverbände
Der Verein ist in Landesverbände gegliedert. Von den Landesverbänden gehen die wesentlichen Impulse der Verbandsarbeit und der Meinungsbildung aus. Dem Vorsitzenden obliegt die Leitung des Landesverbandes nach den Bestimmungen der Satzung und den sich für den Verband ergebenden Notwendigkeiten. Der Landesverband entsendet seiner Größe entsprechend Delegierte, die bei der Hauptversammlung den Bundesvorstand wählen.
Bundesverband
Die Organe des Bundesverbandes sind die Hauptversammlung und die Bundesausschusssitzung.
Hauptversammlung
Die Hauptversammlung ist das oberste Organ des Bundesverbandes und tritt in der Regel alle drei Jahre zusammen. Sie entscheidet endgültig über die Angelegenheiten des Bundesverbandes.
Bundesausschuss
Der Bundesausschuss tritt in der Regel einmal im Jahr zusammen. Zu den Aufgaben des Bundesausschusses gehören die Vorbereitung der Hauptversammlung sowie die Beratung des Bundesvorstandes über alle Angelegenheiten des Bundesverbandes.
Bundesvorstand
Der Bundesvorstand besteht aus dem Vorsitzenden und seinen Stellvertretern. Der Vorsitzende und die Stellvertreter werden von der Hauptversammlung gewählt. Wählbar sind nur Mitglieder des Bundesverbandes. Der Bundesvorsitzende und die stellvertretenden Vorsitzenden vertreten den Verband gerichtlich und außergerichtlich nach § 262 BGB.
Geschäftsführung
Für die Geschäftsführung wird vom Bundesvorstand der Geschäftsführer vorgeschlagen, der von der Hauptversammlung zu bestätigen ist. Der Geschäftsführer ist zu allen Sitzungen der Organe des Bundesverbandes einzuladen. Diese Funktion wird z. Zt. von Annette Stensitzky und Benedict Reuß bekleidet.
Beirat
Der Bundesvorstand beruft einen Beirat aus fachlich geeigneten Personen, welche die Ziele des Verbandes in besonderem Maße unterstützen. Die Beiratsmitglieder können zu allen Hauptversammlungen und zu allen Sitzungen des Bundesausschusses eingeladen werden.

## Ziele
Der Verein hat folgende Ziele:
- eine bundeseinheitliche Aufstiegsfortbildung
- die Anerkennung als qualifizierte, praxisorientierte Fach- und Führungskräfte im In- und Ausland
- Verankerung der Bauvorlageberechtigung in allen Bundesländern für Staatlich geprüfte Bautechniker
- eine der Aufstiegsfortbildung und Qualifikation entsprechende Stellung im öffentlichen Dienst
- Einbeziehung in Gewerbesteuer befreiende Regelungen zur Ausübung freiberuflicher Tätigkeiten
- eine adäquate Berufsbezeichnung:
  - Staatlich geprüfter Techniker, Bachelor professional
  - Staatlich geprüfter Betriebswirt, Bachelor professional
  - Staatlich geprüfter Gestalter, Bachelor professional

Deshalb nimmt der BVT Einfluss auf bildungspolitische und gesetzgeberische Maßnahmen im Berufs- und Ausbildungsfeld aller Fachschulabsolventen.

## Öffentlichkeitsarbeit
In regelmäßigen Abständen veranstaltet der BVT öffentliche Veranstaltungen, bei denen aktuelle Themen diskutiert werden. Die vergangenen „Deutschen Technikertage“ standen unter folgendem Motto:
| 24.–25. Mai 1975   | 1. Deutscher Technikertag  |                                                                  |
| 10.–12. Nov. 1978  | 2. Deutscher Technikertag  | „Techniker heute und morgen“                                     |
| 9.–10. Mai 1981    | 3. Deutscher Technikertag  | „Meister-Techniker-Ingenieur“                                    |
| 22.–24. März 1984  | 4. Deutscher Technikertag  | „Mit der Technik die Zukunft gestalten“                          |
| 18.–21. März 1987  | 5. Deutscher Technikertag  | „Mensch – Umwelt – Technik“                                      |
| 3.–5. Mai 1990     | 6. Deutscher Technikertag  | „Techniker – Stiefkind Europas?“                                 |
| 5.–9. Mai 1993     | 7. Deutscher Technikertag  | „Techniker in Führung und Verantwortung“                         |
| 24.–28. April 1996 | 8. Deutscher Technikertag  | „Technikerstudium – Chance zum Aufstieg“                         |
| 5.–9. Mai 1999     | 9. Deutscher Technikertag  | „Perspektiven 2000“                                              |
| 2.–5. Mai 2002     | 10. Deutscher Technikertag | „Techniker – Studium für die Zukunft“                            |
| 6.–7. Mai 2005     | 11. Deutscher Technikertag | „Qualifizierte Aufstiegsfortbildung – Impuls für die Wirtschaft“ |
| 18.–19. April 2008 | 12. Deutscher Technikertag | „Gesundheitswirtschaft – unsere Zukunft?“                        |
| 6.–7. Mai 2011     | 13. Deutscher Technikertag | „Qualifikationsrahmen = Freizügigkeit“                           |
| 16. Mai 2014       | 14. Deutscher Technikertag | „40 Jahre BVT - Erfolgreich in die Zukunft“                      |
| 19. Mai 2017       | 15. Deutscher Technikertag | „Techniker - Fit für Industrie 4.0!“                             |

## Regionale Technikertage
Ab 2019 veranstaltet der BVT angesichts des latenten Fachkräftemangels sogenannte „regionale Technikertage“ mit dem Ziel, Unternehmen und Fachkräften eine Kommunikationsplattform zu bieten.
| 24. Januar 2019   | 1. Hamburger Technikertag              | Millerntor-Stadion (FC St. Pauli)                |
| 7. Februar 2019   | 1. Mitteldeutscher Technikertag        | ERDGAS Sportpark (Hallescher FC)                 |
| 28. November 2019 | 3. regionaler Technikertag in Berlin   | Stadion An der alten Försterei (FC Union Berlin) |
| 6. Februar 2020   | 4. regionaler Technikertag in München  | Allianz Arena (FC Bayern München)                |
| 13. Februar 2020  | 5. regionaler Technikertag in Hannover | HDI-Arena (Hannover 96)                          |
| 8. Februar 2022   | erster digitaler Technikertag          |                                                  |

## Publikationen
- „tema“- Magazin für Beruf und Studium, Offizielles Organ des BVT, ISSN 0722-2874
- „Fachschulen für Technik, Wirtschaft und Gestaltung“, eine Dokumentation über die Weiterbildung zur Staatlich geprüften Technikerin / Betriebswirtin / Gestalterin und zum Staatlich geprüften Techniker / Betriebswirt / Gestalter und ein Verzeichnis der Fachschulen für Technik, Wirtschaft und Gestaltung.